# دينا حرب
دينا حرب (20 يناير 1987 - 27 أبريل 2019)، ممثلة لبنانية. شاركت بعدد من الأفلام المصرية منذ عام 2007 .

## أعمالها

### من الأفلام
- 2007: تيمور وشفيقة.
- 2008: حلم العمر.
- 2011: أمن دولت.
- 2012: جدو حبيبي.

### من المسلسلات
- 2012: مع سبق الإصرار.

## روابط خارجية
- دينا حرب على موقع قاعدة بيانات الأفلام العربية